# Graptartia granulosa
Graptartia granulosa är en spindelart som beskrevs av Simon 1896. Graptartia granulosa ingår i släktet Graptartia och familjen flinkspindlar. Inga underarter finns listade i Catalogue of Life.